# Casa de guarda
Uma casa de guarda ou Gatehouse (em inglês), em terminologia arquitetônica, é um edifício que envolve ou acompanha um portal para um castelo, uma casa senhorial, um forte, uma cidade ou edifícios semelhantes de importância.

## References
1. ↑  The Gatehouse
2. ↑  Castle Gatehouse: The Strongest Part of any Medieval Castle
3. ↑  Este artigo incorpora texto  (em inglês) da Encyclopædia Britannica (11.ª edição), publicação em domínio público.